# Acrocephalus scirpaceus
La cannaiola (Acrocephalus scirpaceus (Hermann, 1804)) è un uccello passeriforme della famiglia Acrocephalidae, che è possibile osservare in Europa, Asia, ed Africa.
Come il forapaglie ha piumaggio uniforme e manca della striscia sovraoculare. Il suo canto è monotono.

## Galleria d'immagini

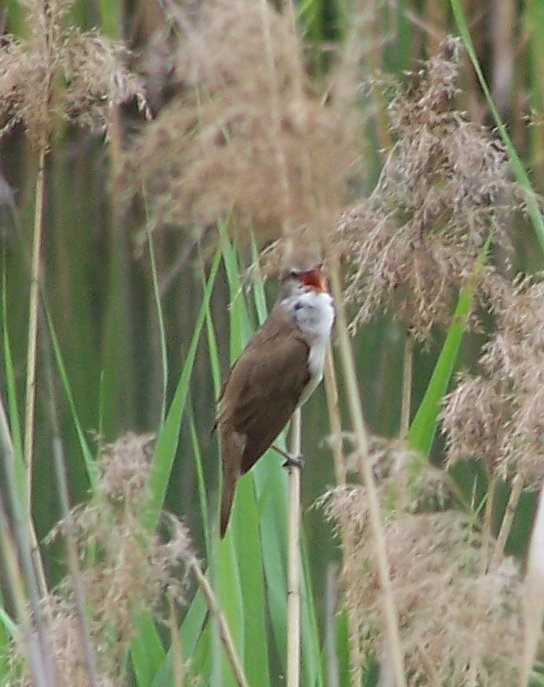
Cannaiola
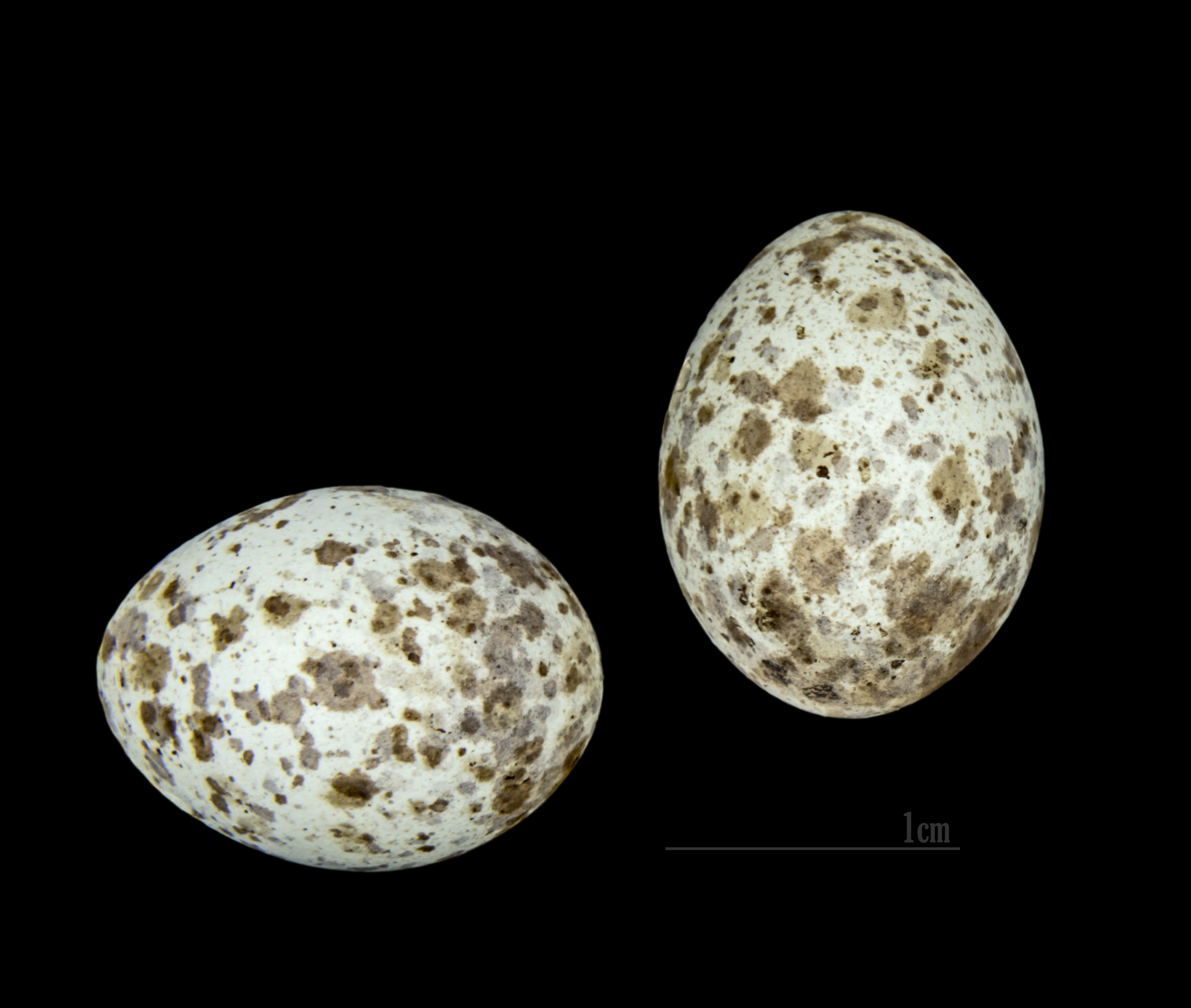
Acrocephalus arundinaceus
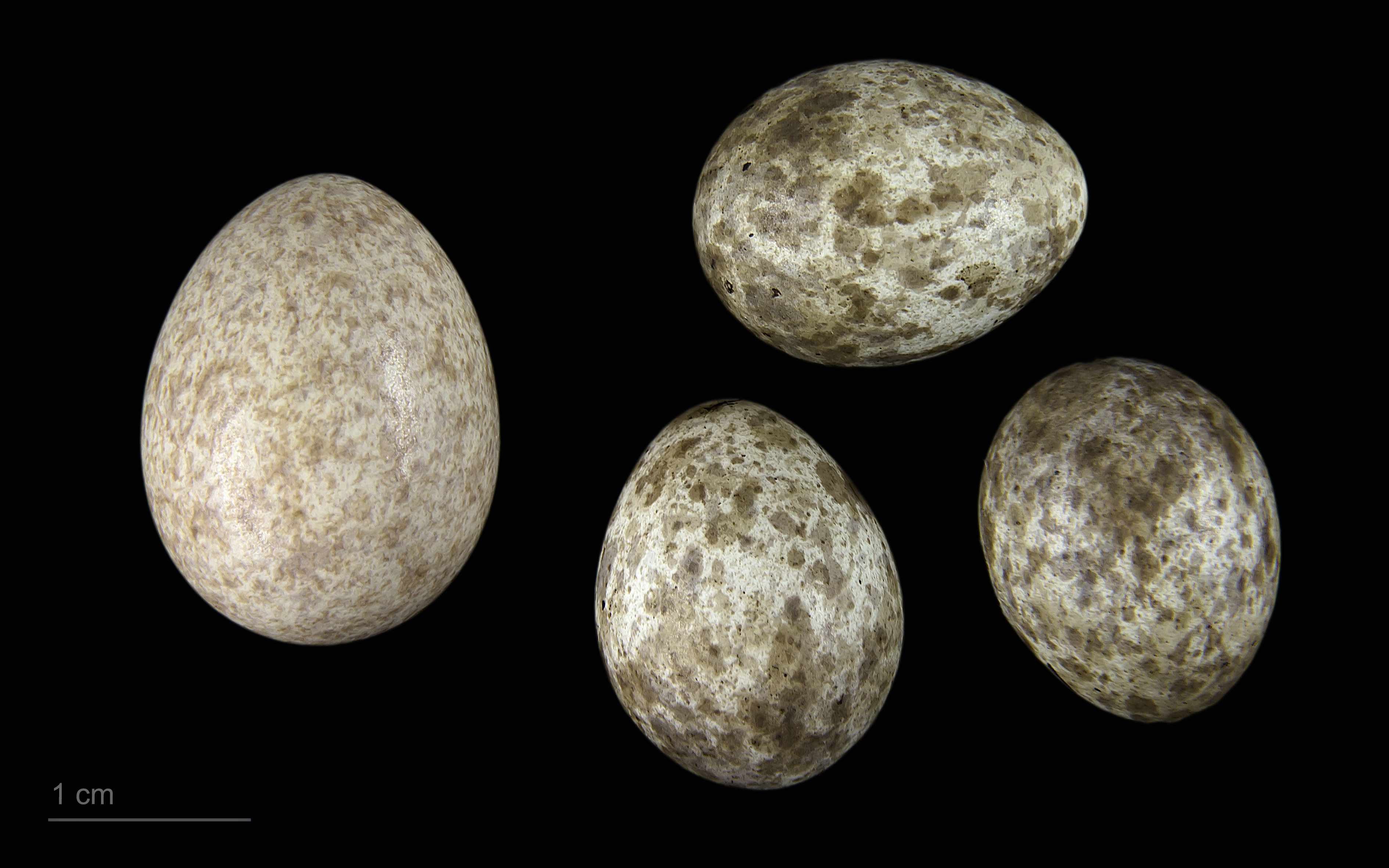
Cuculus canorus canorus + Acrocephalus scirpaceus - Museum specimen
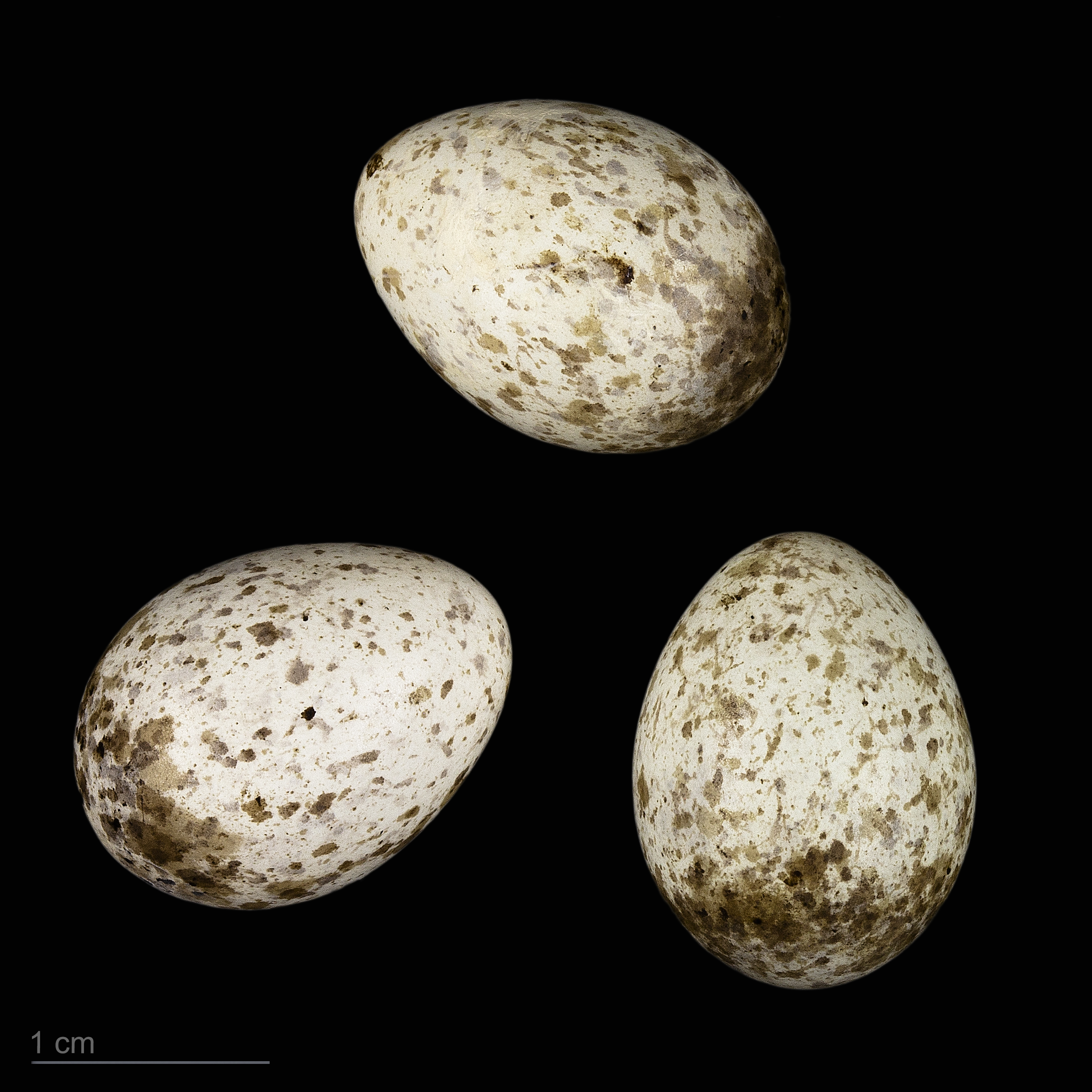
Uova di Acrocephalus scirpaceus scirpaceus - Museo di Tolosa